# Marmande
Marmande (okcitánsky Marmanda) je město a sídlo podprefektury ve francouzském departmentu Lot-et-Garonne, který leží v jihozápadní části Francie.

## Geografie
Městem protéká řeka Garonna.

## Osobnosti města
- Tristan Derème (1899–1941), básník

## Partnerská města
- Madridejos, Španělsko
- Mesola, Itálie